# Імре Секереш
І́мре Се́кереш (угор. Szekeres Imre; нар. 9 вересня 1950 м. Сольнок, Угорщина) — угорський політик, соціаліст. Міністр оборони Угорщини в уряді Ференца Дюрчаня (9 червня 2006 — 29 травня 2010).
Закінчив університет Веспрем за фахом хіміка.
Депутат парламенту Угорщини 1994, 1998, 2006, де очолює низку провідних комітетів.
Віце-голова Угорської соціалістичної партії (MSZP).
Вів особисті переговори з міністрами оборони України А.Гриценком, Ю.Єхануровим.
Прихильник вступу України до НАТО.

## Діяльність
На посаді міністра оборони Угорщини домігся будівництва у м. Папа (неподалік м. Будапешт) стратегічної авіабази НАТО.
Дав згоду на збільшення угорського військового контингенту в Афганістані.
Особливо протегує Угорським військово-повітряним силам.